# فن توالدي
يشير الفن التوالدي إلى الفن الذي أنشئ بشكل كامل أو جزئي باستخدام نظام مستقل. النظام المستقل في هذا السياق هو عبارة عن نظام غير بشري يمكن أن يحدد بشكل مستقل خصائص العمل الفني الذي يتطلب خلافًا لذلك اتخاذ القرارات المباشرة من قبل الفنان. في بعض الحالات، قد يدعي الخالق البشري أن النظام التوالدي يمثل فكرته الفنية الخاصة، وفي حالات أخرى يتولى النظام نفسه دور الخالق.
يشير «الفن التوالدي» غالبًا إلى الفن الخوارزمي (العمل الفني المحدد من خلال خوارزمية حاسوبية) والوسائط الاصطناعية (المصطلح العام لأي من الوسائط المولدة من خلال الخوارزمية)، لكن يمكن للفنانين أيضًا صنعها باستخدام أنظمة الكيمياء والبيولوجيا والميكانيكا والروبوتات والمواد الذكية والعشوائية اليدوية والرياضيات ورسم خرائط البيانات والتناظر والفسيفساء وغيرها.

## لمحة تاريخية
تطور استخدام كلمة «توالدي» خلال مناقشات الفن على مر الزمن. يحدد استخدام «الحمض النووي الاصطناعي» نهجًا توالديًا للفن يركز على بناء نظام قادر على توليد أحداث غير متوقعة تتميز جميعها بطابع مشترك معترف به. يركز استخدام الأنظمة الذاتية، التي تتطلبها بعض التعريفات المعاصرة، على نهج توالدي يجري من خلاله تقليل الضوابط بقوة. يسمى هذا النهج أيضًا باسم «الناشئة». لاحظت مارغريت بودين وإرنست إدموندز استخدام مصطلح «الفن التوالدي» في السياق الواسع لرسومات الكومبيوتر الآلية في الستينيات من القرن العشرين، بدءًا من الأعمال الفنية التي عرضها جورج نيز وفريدر نايك في عام 1965:
استخدمت مصطلحات «الفن التوالدي» و «فن الكومبيوتر» بشكل مترادف، وأكثر أو أقل بالتبادل منذ الأيام المبكرة جدًا. 
أقيم أول معرض عرض أعمال نيز في فبراير من عام 1965، وقد ادعى البعض أنها كانت بعنوان «الغرافيك الحاسوبية التوالدية». في حين لا يتذكر نيز نفسه، كان هذا هو عنوان أطروحة الدكتوراه التي نشرها بعد بضع سنوات. كان العنوان الصحيح للمعرض والكاتالوج هو «غرافيك الكومبيوتر». كانت مصطلحات مثل «الفن التوالدي» وغيرها شائعة من قبل العديد من فناني الكومبيوتر الأوائل في تلك الفترة من الزمن، بمن فيهم مانفريد مور وكين ناولتن. فيرا مولنار (ولدت عام 1924) فنانة وسائط فرنسية من أصل مجري. تعرف مولنار على نطاق واسع بكونها رائد في الفن التوالدي، وهي أيضًا واحدة من أوائل النساء اللاتي استخدمن أجهزة الكومبيوتر في فنهن. استخدم مصطلح «الفن التوالدي» بمعنى أنظمة العمل الفنية الديناميكية القادرة على توليد أحداث فنية متعددة، بشكل واضح للمرة الأولى في مؤتمر «الفن التوالدي» في ميلانو من عام 1998.
استخدم المصطلح أيضًا لوصف الفن التجريدي الهندسي إذ تكرر العناصر البسيطة أو تحول أو تتنوع بغرض توليد أشكال أكثر تعقيدًا. هكذا عرف الفن التوالدي من قبل الفنانين الأرجنتينيين إدواردو ماكنتاير وميغيل أنخيل فيدال في أواخر الستينيات. في عام 1972، أنشأ بول نياغو المولود في رومانيا مجموعة الفن التوالدي في بريطانيا. ضمت المجموعة بشكل حصري من قبل نياغو باستخدام أسماء مستعارة مثل «هانسي بلمود» و«إدوارد لارسوشي». في عام 1972 ألقى نياغو محاضرة بعنوان «أشكال الفن التوالدي» في جامعة الملكة في مهرجان بلفاست. 
في عام 1970، أنشأت كلية معهد الفن في شيكاغو قسمًا يسمى الأنظمة التوالدية. مثلما وصفت سونيا لاندي شيريدان، كان التركيز على الممارسات الغنية باستخدام التكنولوجيات الجديدة آنذاك لالتقاط الصور ونقلها بين الآلات وطباعتها وإرسالها، وكذلك استكشاف جانب الوقت في تحويل معلومات الصورة. من الجدير بالذكر أيضًا أن جون دان كان أولًا طالبًا ثم تعاون مع شيريدان.